# Eriastrum brandegeae
Eriastrum brandegeae är en blågullsväxtart som beskrevs av Mason. Eriastrum brandegeae ingår i släktet Eriastrum och familjen blågullsväxter. Inga underarter finns listade i Catalogue of Life.